# ياكوفليف إير-16
ياكوفليف إير-16, المعروف أيضا باسم ياكوفليف أل تي-2 أو ياكوفليف رقم 16 كانت طائرة سوفييتية من أربعة مقاعد بمقصورة برجية وجناح أحادي السطح صممت وبنيت في الاتحاد السوفياتي خلال عام 1937. تستعمل محرك رينو بينغالي 6 بقوة 220
حصان (160 كيلوواط). لم تطر أبدا. إد يفغيني أدلر في مذكراته أن سبب عدم نجاح الطائرة هو متأصل بنقاط ضعف التصاميم والتي لم يكن من الممكن تصحيحه.